# 高梨英一
高梨 英一（たかなし えいいち）は、元NHKアナウンサーである。

## 来歴
1960年にNHKへ入局した。アナウンサーとして主に情報番組やインタビューなどを中心に担当し、「スタジオ102」のキャスターを1975年4月から1977年3月まで務めた。

## 出演番組
- スタジオ102
- ビジネスネットワーク

## 著書
- 『スタジオ102のドラマ』講談社、1976年11月25日。NDLJP:12275504。